# Wioślarstwo na Letnich Igrzyskach Olimpijskich 1920 – czwórka ze sternikiem mężczyzn
Wyścig czwórek ze sternikiem mężczyzn była jedną z konkurencji wioślarskich na Letnich Igrzyskach Olimpijskich 1920. Zawody odbyły się w dniach 28–29 sierpnia. W zawodach uczestniczyło 40 zawodników z 8 państw.

## Wyniki
| Półfinał 1 | Półfinał 1 | Półfinał 1                                                            | Półfinał 1 |
| Pozycja    | Państwo    | Zawodnicy                                                             | Czas       |
| ---------- | ---------- | --------------------------------------------------------------------- | ---------- |
| 1          | Szwajcaria | Willy Brüderlin Max Rudolf Paul Rudolf Hans Walter Paul Staub         | 7:03,0     |
| 2          | Szwecja    | John Lager Nestor Östergren Axel Eriksson Gunnar Lager Gösta Eriksson | 7:12,0     |
| 3          | Kanada     | Robert Hay Harold Harcourt Larry Landrian Strathy Hay Art Everett     | 7:18,0     |

| Półfinał 2 | Półfinał 2 | Półfinał 2                                                                              | Półfinał 2 |
| Pozycja    | Państwo    | Zawodnicy                                                                               | Czas       |
| ---------- | ---------- | --------------------------------------------------------------------------------------- | ---------- |
| 1          | Norwegia   | Birger Var Theodor Klem Henry Larsen Per Gulbrandsen Thoralf Hagen                      | 7:14,0     |
| 2          | Belgia     | Jean Van Silfhout Léon Vleurinck Adrien D’Hondt Robert Demulder Roger Moeremans d'Emaüs | 7:40,0     |

| Półfinał 3 | Półfinał 3        | Półfinał 3                                                                      | Półfinał 3 |
| Pozycja    | Państwo           | Zawodnicy                                                                       | Czas       |
| ---------- | ----------------- | ------------------------------------------------------------------------------- | ---------- |
| 1          | Stany Zjednoczone | Franz Federschmidt Kenneth Myers Erich Federschmidt Carl Klose Sherman Clark    | 7:17,4     |
| 2          | Brazylia          | Guilherme Lorena João Jório Alcides Veira Abrahão Saliture Ernesto Flores Filho | 7:25,4     |
| 3          | Czechosłowacja    | Jiří Wihan Dominik Štillip Jaroslav Oplt Jindřich Mulač Jan Bauch               |            |

### Finał
| Pozyzja | Państwo           | Zawodnicy                                                                    | Czas   |
| ------- | ----------------- | ---------------------------------------------------------------------------- | ------ |
|         | Szwajcaria        | Willy Brüderlin Max Rudolf Paul Rudolf Hans Walter Paul Staub                | 6:54,0 |
|         | Stany Zjednoczone | Franz Federschmidt Kenneth Myers Erich Federschmidt Carl Klose Sherman Clark | 6:58,0 |
|         | Norwegia          | Birger Var Theodor Klem Henry Larsen Per Gulbrandsen Thoralf Hagen           | 6:58,0 |